# 粉状叉丝壳
粉状叉丝壳（学名：Microsphaera alphitoides）是属于白粉菌目白粉菌科叉丝壳属的一种真菌，寄生在栎属植物上。该种分布于中国、日本、丹麦、比利时、西班牙、匈牙利、俄罗斯、芬兰、希腊、法国、波兰、英国、罗马尼亚、美国、挪威、南斯拉夫、保加利亚、荷兰、葡萄牙、捷克斯洛伐克、朝鲜、奥地利、意大利、瑞士、瑞典、德国、澳大利亚等地。